# Собор Святого Иоанна (Шанхай)
Собор Святого Иоанна — протестантская христианская церковь, расположена в Шанхае, Китай, в районе Чаннин. Собор Святого Иоанна, миссионерское общество, Епископальная церковь США, открыт в ноябре 1884 году. Пять лет спустя был открыт колледж Святого Иоанна, построенный в готическом стиле, в колледже 600 мест.

## История
В 1884 году открыт.
В 1901 году возведен собор Англиканской епархии. Также в соборе Святого Иоанна проходили важные церемонии, конференции, выпускные церемонии университета Сент-Джонс.
В 1927 году в соборе Святого Иоанна прошла свадьба Ван Чонг-хуэя и Чжу Ксукин.
В 1951 году собор был национализирован, а в 1970 году было разрушено здание собора Святого Иоанна.